# 프랑수아즈 지루
프랑수아즈 지루(Françoise Giroud, 1916년 9월, 스위스 로잔 - 2003년 1월 19일, 뇌이쉬르센)는 프랑스의 저널리스트, 시나리오 작가, 정치인이다.

## 어린 시절 및 사생활
지루는 세파르딕 터키계 유대인 부모 사이에서 태어났다. 그녀의 아버지는 제네바에 있는 아젠스 텔레그래피크 오토메인의 이사인 살리흐 구르드지였다. 그녀는 리세 몰리에르와 드 그로슬레이 대학에서 교육을 받았다. 그녀는 대학을 졸업하지 않았다. 그녀는 결혼하여 아들 하나와 딸 하나를 낳았다.

## 생애
지루의 활동은 1932년판 마르셀 파뇰의 패니에서 대본 소녀로 마크 알레그레 감독에게서 시작되었다. 1936년에 그녀는 《위대한 환상》세트장에서 장 르누아르와 함께 일했다. 그녀는 나중에 각본을 썼고, 결국 30권의 장편(소설과 비소설 모두)을 완성했으며, 신문 칼럼을 썼다. 그녀는 1946년(창간 직후)부터 1953년까지 엘르 잡지의 편집자였으며, 그녀와 장 자크 서반 슈라이버가 프랑스 뉴스매거진 렉스프레스를 창간할 때까지도 그랬다. 그녀는 1971년까지 렉스프렛를 편집했고, 1974년까지 프랑스 국가 정부에 참여하라는 요청을 받았을 때까지 그 감독을 맡았다.
1984년부터 1988년까지 지루는 Action Internationale contre la Faim의 사장이었다. 1989년부터 1991년까지 그녀는 영화 관람권 판매 개선을 위한 위원회의 회장을 역임했다. 그녀는 Le Journal du Dimanch에 대한 문학 평론가였고, 1983년부터 그녀가 죽을 때까지 르 누벨 옵세르바퇴르에 주간 칼럼을 기고했다. 그녀는 추락으로 인한 머리 부상을 파리 미국 병원에서 치료받던 중 사망했다.

## 정치 경력
1974년에 발레리 지스카르 데스탱 프랑스 대통령은 세크레타아르 데타트 아 라 컨디션 페미니네(Secrétaire d'tat à la Condition féminine)의 자리에 지루를 임명했다. 그녀는 1974년 7월 16일부터 1976년 8월 27일까지 해당 지위를 수행하다가, 프랑스 문화부 장관에 임명됐다. 그녀는 1977년 3월까지 총 32개월 동안 그 자리에 남아 자크 시라크와 레몽 바르의 정권에서도 활동했다. 그녀는 급진당의 소속이었고, 선거 문서에 자신의 직업을 "기자"(또는 영어의 저널리스트)로 기재했다.

## 그외 활동
지루는 레지옹 도뇌르 훈장을 받았다. 그녀는 1984년부터 1988년까지 노벨상 수상 자선 단체인 ACF를 운영했다.
지루는 종종 프랑스를 "타락에서 벗어나게" 하는 그녀의 목표를 말했다. 그녀는 미국인들이 올바른 생각을 가지고 있다고 말했다; 그들은 틀에 박힌 것이 아니었다. 제2차 세계대전이 끝난 직후 뉴욕을 처음 방문했을 때, 그녀는 그곳에서 발견한 "낙관의 정도, 통쾌함"에 충격을 받았다. 그 견해는 그녀에게 그대로 남아 있었다. "미국에는 유럽에서 우리가 끊임없이 과소평가하는 경향이 있다는 강점이 있다."
80대에, 지루는 프랑스 텔레비전에, 100살까지 살 수 있는 가능성을 탐구하는 프로그램인 '100 앤스'에 출연했다. 그녀는 촬영이 시작되기 직전 가을부터 얼굴과 손에 붕대를 감은 채 등장했다. 그녀는 장수할 수 있는 식단을 추천해 달라는 요청을 받았다. 그녀는 "절임 스테이크와 샐러드를 먹었다."라고 대답했다. 그녀는 붕대를 감은 손으로 사과 껍질을 벗기려다가 실패했고, 그럴 수 없게 되자 웃음을 터뜨렸다.
그녀의 죽음에 대한 칭찬하는 몇몇 신문 기사들은 그녀의 반짝이는 유머 감각을 언급했다.
렉스프레스의 특집 호는 지루의 죽음을 다루었다. 이 문서에는 다음과 같이 기고했다:
모든 곳의 여성들은 무엇인가를 잃어버렸다. 지루 양은 그들을 매우 지적이고 단호하게 변호했다.

## 저서
- Françoise Giroud vous présente le Tout-Paris (1953)
- Nouveaux portraits (1954)
- La Nouvelle vague: portraits de la jeunesse (1958)
- I give you my word (1973)
- La comédie du pouvoir (1977)
- Ce que je crois (1978)
- Le Bon Plaisir (1983)
- Une Femme honorable (1981) (published in English as Marie Curie: A Life (1986))
- Le Bon Plaisir (screenplay) (1984)
- Dior (1987)
- Alma Mahler, ou l'art d'être aimée (1988)
- Leçons particulières (ISBN 978-2-213-02598-8, 1990)
- Marie Curie, une Femme honorable (television series)(1991)
- Jenny Marx ou le femme du diable (1992)
- Les Hommes et les femmes (with Bernard-Henri Lévy, 1993).
- Journal d'une Parisienne (1994)
- La rumeur du monde: journal, 1997 et 1998 (1999)
- On ne peut pas être heureux tout le temps: récit (2000)
- C'est arrivé hier: journal 1999 (2000)
- Profession journaliste: conversations avec Martine de Rabaudy (2001)
- Demain, déjà: journal, 2000-2003 (2003)